# Erick Sermon
Erick Sermon, (Bay Shore, Nueva York, 25 de noviembre de 1968) es un rapero y productor afroamericano de hip hop.
Durante los años 1980 y 1990 fue parte del grupo EPMD. 
Sermon tuvo también varias presentaciones en las que se interpretaba a sí mismo. Empezó grabando álbumes en solitario con Def Jam. Al año siguiente, junto a Keith Murray y Redman grabaron una versión de la canción Rapper's Delight, cuyos creadores fueron The Sugarhill Gang. Esa canción fue el primer gran éxito del rap y tuvo extensión mundial. EPMD se disolvió en 1998.
En el 2000, Sermon se trasladó a J Records, y publicó el álbum Music al año siguiente. El título de la canción fue número 2 de los éxitos de música R&B y en el top 30. Antes fue invitado a realizar una versión de la canción Music, con un estilo soul con Marvin Gaye. En 2003, dejó J Records para establecer su sello Def Squad con Motown Records.
Ayudó en las producciones de artistas como Das EFX, En Vogue y Blackstreet, y fue primer colaborador de Redman.

## Discografía

### Álbumes
Def Jam
- 1993 No Pressure
- 1995 Double or Nothing

Interscope Records
- 1996 Insomnia: The Erick Sermon Compilation Album

DreamWorks Records
- 2000 Def Squad Presents Erick Onasis

J-Records
- 2001 Music
- 2002 React

Motown
- 2004 Chilltown, New York

### Sencillos
- 1993: "Hittin' Switches"
- 1993: "Stay Real" (US #92, R&B #52)
- 1995: "Bomdigi" (US #84, R&B #39)
- 1996: "Welcome" (R&B #41)
- 1997: "Rapper's Delight" (con Redman)
- 2001: "I'm Hot" (R&B #49)
- 2001: "Music" (con Marvin Gaye) (US #22, R&B #2)
- 2002: "React" (US #36, R&B #12)
- 2003: "Love Iz" (R&B #80)
- 2004: "Feel It"
- 2004: "Street Hop"

- Datos: Q1347285
- Multimedia: Erick Sermon / Q1347285